# Samuele Dini
Samuele Dini (ur. 2 października 1994) – włoski lekkoatleta specjalizujący się w biegach długodystansowych.
W 2011 w biegu na 3000 metrów bez sukcesów startował w mistrzostwach świata juniorów młodszych oraz zdobył w biegu na 1500 metrów srebrny medal olimpijskiego festiwalu młodzieży Europy. Bez większych sukcesów startował w 2012 na mistrzostwach świata juniorów oraz mistrzostwach Europy w biegach przełajowych. Sezon 2013 rozpoczął od startu w mistrzostwach świata w biegach przełajowych, a w lipcu został w Rieti wicemistrzem Europy juniorów w biegu na 5000 metrów. W tym samym roku sięgnął po brąz w drużynie juniorów podczas mistrzostw Europy w biegach przełajowych.
Lekkoatletykę uprawia także jego brat bliźniak Lorenzo Dini, który w 2013 został także wicemistrzem Europy juniorów (w biegu na 10 000 metrów). 
Rekordy życiowe: bieg na 3000 metrów – 8:05,13 (23 kwietnia 2015, Mediolan); bieg na 5000 metrów – 13:50,13 (23 maja 2017, Oordegem); bieg na 10 000 metrów – 29:32,55 (13 maja 2017, Rzym). 

## Osiągnięcia
| Rok  | Impreza                                   | Miejsce         | Konkurencja           | Pozycja     | Wynik    |
| ---- | ----------------------------------------- | --------------- | --------------------- | ----------- | -------- |
| 2011 | Mistrzostwa świata juniorów młodszych     | Lille Metropole | bieg na 3000 metrów   | eliminacje  | 8:23,35  |
| 2011 | Olimpijski festiwal młodzieży Europy      | Trabzon         | bieg na 1500 metrów   | 2. miejsce  | 3:54,45  |
| 2012 | Mistrzostwa świata juniorów               | Barcelona       | bieg na 5000 metrów   | 18. miejsce | 14:43,43 |
| 2012 | Mistrzostwa Europy w biegach przełajowych | Budapeszt       | bieg juniorów         | 44. miejsce | 19:45    |
| 2013 | Mistrzostwa świata w biegach przełajowych | Bydgoszcz       | bieg juniorów         | 50. miejsce | 23:38    |
| 2013 | Mistrzostwa Europy juniorów               | Rieti           | bieg na 5000 metrów   | 2. miejsce  | 14:36,25 |
| 2013 | Mistrzostwa Europy w biegach przełajowych | Belgrad         | bieg juniorów         | 18. miejsce | 18:31    |
| 2013 | Mistrzostwa Europy w biegach przełajowych | Belgrad         | drużyna juniorów      | 3. miejsce  |          |
| 2015 | Młodzieżowe mistrzostwa Europy            | Tallinn         | bieg na 5000 metrów   | 4. miejsce  | 13:56,65 |
| 2016 | Mistrzostwa Europy w biegach przełajowych | Chia            | bieg młodzieżowców    | 9. miejsce  | 23:15    |
| 2016 | Mistrzostwa Europy w biegach przełajowych | Chia            | drużyna młodzieżowców | 1. miejsce  |          |